# Satyrus wakhilkhani
Satyrus wakhilkhani är en fjärilsart som beskrevs av Colin W. Wyatt och Keiichi Omoto 1966. Satyrus wakhilkhani ingår i släktet Satyrus och familjen praktfjärilar. Inga underarter finns listade.